# Rekviem za Metuzaléma
Rekviem za Metuzaléma (v anglickém originále Requiem for Methuselah) je devatenáctý díl třetí řady seriálu Star Trek. Premiéra epizody v USA proběhla 14. února 1969, v České republice 22. srpna 2003.

## Příběh
Píše se hvězdné datum 5843.7 a USS Enterprise NCC-1701, vlajková loď Spojené federace planet, pod vedením kapitána Jamese T. Kirka je zasažena nákazou rigelliánské horečky. Aby nákaza byla zažehnána, je zapotřebí látka zvaná Ryetalyn. Daří se najít planetu, kde se nachází v použitelné formě. Při výsadku jsou však pan Spock, kapitán Kirk a vrchní lékař Leonard McCoy napadeni levitujícím robotem. Na poslední moment se objevuje cizí muž a robota odvolá. Žádá, aby všichni tři opustili planetu a to okamžitě, jinak je bude muset donutit. Kirk se nedá a tak muž, který se představí jako Flint, nakonec souhlasí a dává výsadku dvě hodiny pro získání látky.
Flint nabídne výsadku pohoštění ve svém domě s tím, že jeho robot zatím látku nasbírá a zpracuje. Pan Spock je velmi udiven vybavením domu. Nachází se zde nikdy neobjevené obrazy nesoucí jasný rukopis Leonarda da Vinci, neznámý notový part z rukou Brahmse nebo Gutenbergovu bibli. Flint představuje výsadku mladou dívku, Raynu. Rayna si získává rychle náklonnost lidské části výsadku, zatímco pan Spock kvituje její vzdělání odpovídající šestnácti univerzitním titulům. Všichni společně tráví čas, ale přichází McCoy znepokojen, protože získaný ryetalyn obsahuje cizí látku, která ničí jeho potřebné účinky. Flint slibuje, že vyšle robota pro další sběr a dohlédne na přípravu, aby se to neopakovalo. Kirk pojme k Rayně jistou náklonnost, avšak při vzájemném polibku se objevuje robot, který nereaguje na Rayniny pokyny a chce kapitána zabít. Tomu zamezí pan Spock, když jej zničí phaserem.
Flint to označuje za poruchu. Spock ale později usuzuje, že vztah mezi Flintem a Raynou není pouze přátelský a že spíše žárlí. Kapitán Kirk už má silné podezření, že v domě něco nehraje, a spolu s kolegy se dostane do zadní místnosti, kam ani Rayna nesmí. Zde objevují hotový ryetalyn, ale také předchozí modely Rayny, která je ve skutečnosti android. Jsou přistiženi Flintem, který potvrzuje Spockovu teorii, že jde o nesmrtelného člověka, který za svůj život byl již Alexandr Veliký, Lazar, král Šalomoun, Merlin, Metuzalém nebo Reginald Pollack. Byl zhnusen barbarstvím lidí, a proto odletěl na opuštěnou planetu, kde mohl mít konečně klid. Ovšem scházela mu životní partnerka, která by jej neopustila a žila s ním na věky. Odmítá však nechat Raynu odejít, protože do doby, než přišel Kirk, neznala city a emoce, a teď, když je projevila, chce, aby patřily jemu. Strhne se mezi nimi boj, ale Rayna odmítá být příčinou té nenávisti, zhroutí se a zemře. Spock vysvětluje, že nedokázala po získání emocí zvládnout protichůdné pocity, kdy Flinta milovala jako otce a zároveň jako partnera. Kirk se později na Enterprise trápí posledními událostmi a usíná za pracovním stolem. V tom přichází do místnosti McCoy a Spockovi sděluje, že Flint již nebude žít věčně, když opustil Zemi, ale že zbytek života chce využít pro rozvoj lidstva. Poznamenává, že je rád, že Jim spí, protože to pro něj musí být hrozné, když zjistil, že ženu, kterou miloval, vlastně ztratil dvakrát.
Při odchodu dodává, že nejlepší by bylo, kdyby to jejich kapitán mohl zapomenout. Když odejde, Spock přijde ke Kirkovi a vulkánským spojení myslí mu poslední vzpomínky vymaže.

## Zajímavost
Když kapitán Kirk, pan Spock a doktor McCoy vejdou do zakázané zadní místnosti, objeví předchozí modely pojmenované Rayna (Rayna 14, Rayna 15 a Rayna 16). V závěrečných titulcích je ovšem místo Rayna uvedeno Reena.